# Biscargis
Biscargis d'Illercavonie  (en latin, Biscargi en ibère) est une ancienne cité ibère de la Péninsule Ibérique. Son nom viendrait de l'ibère Bizkar qui signifie « colline, cime ».
Mentionnée par Claude Ptolémée (Ptol., II, 6), et par Pline l'Ancien sous le nom de Bisgargis (Plin., I, 142), ses habitants étaient appelés les biscargitani ou bisgargitani.
Elle se situait dans la région dite Illercavonia, qui correspond aujourd’hui à l’actuelle province valencienne de Castellón, à une petite partie du sud de la Catalogne et à la moitié sud de l’Aragon. Cependant, bien que l'on connaisse les frontières de cette ancienne province, les avis des spécialistes diffèrent sur l'emplacement exact de cette cité, on ignore donc concrètement où elle se situe.